# جيه في سي
 جاي في سي  (بالإنجليزية: JVC)‏ اختصار لجملة شركة فيكتور اليابان (JAPANESE VICTOR COMPANY)
شركة يابانية عالمية للمنتجات عالية التقنية والاستهلاكية، تأسست في مقاطعة يوكوهاما اليابانية عام 1927م
النشأة وأهم الأحداث :
أنشأت الشركة عام 1927م تحت اسم شركة آلة فيكتور الناطقة اليابانية المحدودة، كشركة تابعة لشركة آلة فيكتور الناطقة الأمريكية الرائدة في مجال التسجيلات والفونوغراف، عام 1930م بدأت جاي في سي بإنتاج أجهزة الفونوغراف والتسجيل، عام 1932م بدأت الشركة بإنتاج أجهزة الراديو وفي عام 1939م تم إنتاج أول تلفزيون ياباني، عام 1953 تملكت شركة ماتسوشيتا شركة جي في سي بامتلاكها حصة الأغلبية فيها حتى عام 2007م
قامت شركة جاي في سي بتطوير صيغة VHS نظام الفيديو المنزلي، وتم إنتاج أول مسجل فيديو عام 1977 وبلغت كلفته ما يقارب 1060 دولار أمريكي
عام 1983م أنتجت الشركة الكومبيوتر الشخصي HC-95 بسرعة 3.58 MHz ومعالج Zilog Z80A وذاكرة عشوائية بحجم 64kb مجهز بقارئ أقراص مرنه، وتم تسوق الجهاز في اليابان ثم أوروبا إلا أن المبيعات كانت مخيبة للآمال
في عام 2005م طورت جاي في سي أول قرص فيديو رقمي (دي في دي) قابل لاعادة التسجيل ثنائي الطبقة(DVD+RW DL)
عام 2007م دخلت الشركة في تحالف استراتيجي مع كينوود وسباركس للاستثمار، وادى ذلك إلى تقليل حصة ماتسوشيتا في الشركة إلى حوالي 37%
عام2008م تم دمج الشركة مع شركة كينوود ليكونا شركة جاي في سي كيينوود.
الشركات والفروع المنبثقه عن جاي في سي:
- جاي في سي كندا تورونتو واونتاريو
- جاي في سي آسيا سنغافورة
- جاي في سي أستراليا أستراليا
- جاي في سي أوروبا المملكة المتحدة
- جاي في سي الصين الصين
- جاي في سي الشرق الأوسط دبي
- جاي في سي أمريكا اللاتينية بنما
- جاي في سي الدولية النمسا

## روابط خارجية
- جيه في سي على موقع IMDb (الإنجليزية)
- جيه في سي على موقع الموسوعة البريطانية (الإنجليزية)